# محمدآباد (بندرعباس)
محمدآباد، روستایی در دهستان تازیان بخش مرکزی شهرستان بندرعباس در استان هرمزگان ایران است.

## جمعیت
بر پایه سرشماری عمومی نفوس و مسکن در سال ۱۳۹۵، جمعیت این روستا برابر با ۱٬۰۸۹ نفر (۳۰۰ خانوار) بوده است.